# Anna Sokalska
Anna Sokalska (ur. 1 października 1990) – polska pisarka, prawniczka. Autorka fantastyki, inspirująca się wierzeniami i historią wczesnośredniowiecznych Słowian oraz polską kulturą ludową. Powieść Wiedźma z serii Opowieści z Wieloświata była nominowana w plebiscycie na książkę roku 2019 serwisu Lubimyczytać.pl w kategorii fantasy. Publikuje z czołowymi wydawcami w Polsce - wydawnictwem Vesper, Świat Książki, Zysk i S-ka.

## Życiorys
Urodziła się 1 października 1990 roku, mieszka we Wrocławiu. Z wykształcenia radczyni prawna, powieściopisarka i pisarka związana z branżą gier wideo (Gord, Covenant.dev; „P8”, 11 bit studios).

### Kariera literacka
Zadebiutowała w 2009 roku zbiorem opowiadań Melodia końca świata. Rozpoznawalność przyniosła jej powieść Wiedźma, pierwszy tom cyklu Opowieści z Wieloświata – słowiańskiego urban fantasy osadzonego we współczesnym Wrocławiu wydanego nakładem wydawnictwa Lira. Za tę powieść była nominowana w plebiscycie na książkę roku 2019 serwisu Lubimyczytać.pl w kategorii fantasy. W roku 2023 ukazała się jej powieść Tęsknica (wydawnictwo Zysk i s-ka) łącząca elementy współczesności, baśni i polskiej kultury ludowej, a w 2024 Mokosz (wydawnictwo Świat Książki) zajmująca się m.in. tematami niesprawiedliwości procesu karnego, symboliką słowiańskiej bogini kobiecości oraz endometriozą.
Od 2019 roku regularnie uczestniczy w takich imprezach jak Pyrkon czy Wrocławskie Dni Fantastyki, prowadząc wykłady i biorąc udział w dyskusjach na tematy dotyczące historii i wierzeń wczesnośredniowiecznych Słowian, warsztatu pisarskiego oraz pracy przy tworzeniu gier wideo.

## Publikacje

### Książki[1]
| Tytuł                                                     | ISBN                   | Wydawnictwo   | Rok wydania | Gatunek             |
| --------------------------------------------------------- | ---------------------- | ------------- | ----------- | ------------------- |
| Melodia końca świata                                      | ISBN 978-83-7432-490-8 | OW ATUT       | 2009        | zbiór opowiadań     |
| Kryształowe sny                                           | ISBN 978-83-7432-625-4 | OW ATUT       | 2010        | fantasy             |
| Potomstwo księżyca                                        | ISBN 978-83-7432-749-7 | OW ATUT       | 2011        | fantasy             |
| Kod źródłowy                                              | ISBN 978-83-7432-876-0 | OW ATUT       | 2012        | science fiction     |
| Moja ukochana zmora                                       | ISBN 978-83-7977-035-9 | OW ATUT       | 2014        | słowiańskie fantasy |
| Na psa urok                                               | ISBN 978-83-7977-101-1 | OW ATUT       | 2015        | słowiańskie fantasy |
| Kimera                                                    | ISBN 978-83-7977-150-9 | OW ATUT       | 2015        | zbiór opowiadań     |
| Wiedźma. Opowieści z Wieloświata, tom I                   | ISBN 978-83-65838-97-1 | Lira          | 2019        | słowiańskie fantasy |
| Żertwa. Opowieści z Wieloświata, tom II                   | ISBN 978-83-66229-43-3 | Lira          | 2019        | słowiańskie fantasy |
| Kuglarz. Opowieści z Wieloświata, tom III                 | ISBN 978-83-66229-62-4 | Lira          | 2019        | słowiańskie fantasy |
| Wieloświat. Opowieści z Wieloświata, tom IV               | ISBN 978-83-66229-62-4 | Lira          | 2020        | słowiańskie fantasy |
| Bramy do Wieloświata. Opowieści z Wieloświata, kompendium | ISBN 978-83-66966-83-3 | Lira          | 2021        | słowiańskie fantasy |
| Raróg                                                     | ISBN 978-83-66503-18-2 | Lira          | 2020        | słowiański kryminał |
| Tęsknica                                                  | ISBN 978-83-83350-86-8 | Zysk i S-ka   | 2023        | słowiańskie fantasy |
| Mokosz                                                    | ISBN 978-83-82893-13-7 | Świat Książki | 2024        | słowiański kryminał |
| Swar                                                      | n/a                    | Vesper        | 2025        | n/a                 |

### Gry
- Gord, Covenant.dev, Team17, strategia przygodowa, słowiański horror[13].

### Nagrody i wyróżnienia
- Nominacja do ścisłej czołówki dwudziestu książek w plebiscycie Lubimy Czytać – Książka Roku 2019 w kategorii fantasy[3];
- Wiedźma – najlepsza książka roku 2019 – kategoria fantastyka – nagroda Jury (plebiscyt Granice.pl)[14];
- Wiedźma – najlepsza książka na wiosnę 2019 roku – kategoria fantastyka – nagroda Internautów (plebiscyt Granice.pl)[15];
- Kuglarz – najlepsza książka na jesień 2019 – nagroda główna – wybór Internautów (plebiscyt serwisu Granice.pl)[16];
- Kuglarz – najlepsza książka na jesień 2019 – kategoria fantastyka – wybór Internautów (plebiscyt serwisu Granice.pl)[17];
- Wieloświat – najlepsza książka roku 2020 – kategoria fantastyka – nagroda Jury (plebiscyt Granice.pl)[18].